# Кристенсен, Андреас
Андреас Бёдткер Кристенсен (дат. Andreas Bødtker Christensen; род. 10 апреля 1996[…], Лиллерёд, Фредериксборг) — датский футболист, защитник «Барселоны» и сборной Дании.

## Клубная карьера
Андреас Кристенсен родился в датском Лиллерёде. Начал заниматься футболом в академии «Брондбю», где провёл восемь лет и привлёк внимание лучших клубов Европы, таких как «Арсенал», «Челси», «Манчестер Сити» и «Бавария». 7 февраля 2012 года, Кристенсен подписал контракт с «Челси» на правах свободного агента, в конце пребывания Андре Виллаша-Боаша в качестве главного тренера клуба. После перехода в «Челси» Кристенсен сказал: «Я выбрал Челси, потому что они играют в футбол, который мне нравится». 19 мая 2013 года Андреас был впервые включён в основной состав команды на матч 38-го тура Премьер-лиги против «Эвертона» (2:1), но на поле так и не появился. После окончания сезона 2012/13, Кристенсен, был частью основного состава в предсезонном турне по США и подписал свой первый профессиональный контракт. В 2014 году помог своему клубу выиграть Молодёжный кубок Англии и молодёжную Премьер-лигу. Дебютировал за «Челси» в официальной игре 28 октября 2014 года в матче четвёртого раунда Кубка Футбольной лиги против «Шрусбери Таун» (2:1), отыграв в стартовом составе 90 минут на позиции правого защитника.
10 июля 2015 года Кристенсен перешёл в клуб «Боруссия Мёнхенгладбах», выступающий в Бундеслиге, на правах аренды сроком на два сезона. Дебютировал за «жеребят» в матче 1-го раунда Кубка Германии против «Санкт-Паули» 10 августа 2015 года, который закончился победой 4:1. 15 августа дебютировал в Бундеслиге, выйдя в основном составе на матч 1-го тура против «Боруссии Дортмунд» (0:4), провёл на поле весь матч. 5 февраля отметился двумя голами в ворота «Вердера» (5:1), эти голы стали для него первыми в профессиональной карьере.
4 июля 2022 года Кристенсен перешёл в «Барселону» в качестве свободного агента и подписал контракт с клубом до 2026 года. Сумма отступных составила 500 миллионов евро. 13 августа 2022 года он дебютировал за «каталонцев» в матче 1-го тура чемпионата Испании против «Райо Вальекано» (0:0).

## Карьера в сборной
Выступал за сборные Дании до 16, до 17, до 19. В августе 2013 года, Кристенсен был вызван в молодёжную сборную Дании в возрасте 17-ти лет. В октябре 2014 года, в составе молодёжной сборной, Андреас квалифицировался в финальную часть чемпионата Европы среди молодёжных команд 2015, одолев в стыковых матчах сборную Исландии. Дебютировал в основном составе сборной Дании в товарищеском матче против сборной Черногории 8 июня 2015 года, который закончился победой 2:1.

## Достижения

### Командные
Резервисты «Челси»
- Чемпион молодёжной Премьер-лиги: 2013/14
- Обладатель Молодёжного кубка Англии: 2013/14
- Победитель Юношеской лиги УЕФА: 2014/15

«Челси»
- Обладатель Кубка Английской футбольной лиги: 2014/15
- Обладатель Кубка Англии: 2017/18
- Победитель Лиги Европы УЕФА: 2018/19
- Победитель Лиги чемпионов УЕФА: 2020/21
- Обладатель Суперкубка УЕФА: 2021
- Победитель Клубного чемпионата мира: 2021

«Барселона»
- Чемпион Испании (2): 2022/23, 2024/25
- Обладатель Кубка Испании: 2024/25
- Обладатель Суперкубка Испании: 2022/23

### Личные
- Талант года в Дании: 2015[22]
- Игрок года в «Боруссии Мёнхенгладбах»: 2015/16[23]
- Молодой игрок года в «Челси»: 2017/18[24]
- Футболист года в Дании: 2023[25]

## Статистика выступлений

### Клубная
| Выступление      | Выступление      | Выступление      | Лига | Лига | Кубок страны | Кубок страны | Кубок лиги | Кубок лиги | Еврокубки | Еврокубки | Прочие | Прочие | Итого | Итого |
| Клуб             | Лига             | Сезон            | Игры | Голы | Игры         | Голы         | Игры       | Голы       | Игры      | Голы      | Игры   | Голы   | Игры  | Голы  |
| ---------------- | ---------------- | ---------------- | ---- | ---- | ------------ | ------------ | ---------- | ---------- | --------- | --------- | ------ | ------ | ----- | ----- |
| Челси            | Премьер-лига     | 2014/15          | 1    | 0    | 1            | 0            | 1          | 0          | 0         | 0         | 0      | 0      | 3     | 0     |
| Челси            | Премьер-лига     | 2017/18          | 27   | 0    | 3            | 0            | 4          | 0          | 6         | 0         | 0      | 0      | 40    | 0     |
| Челси            | Премьер-лига     | 2018/19          | 8    | 0    | 2            | 0            | 4          | 0          | 15        | 0         | 0      | 0      | 29    | 0     |
| Челси            | Премьер-лига     | 2019/20          | 21   | 0    | 2            | 0            | 0          | 0          | 4         | 0         | 1      | 0      | 28    | 0     |
| Челси            | Премьер-лига     | 2020/21          | 17   | 0    | 3            | 0            | 0          | 0          | 7         | 0         | —      | —      | 27    | 0     |
| Челси            | Премьер-лига     | 2021/22          | 19   | 0    | 3            | 1            | 1          | 0          | 8         | 1         | 3      | 0      | 34    | 2     |
| Челси            | Итого            | Итого            | 93   | 0    | 14           | 1            | 10         | 0          | 40        | 1         | 4      | 0      | 161   | 2     |
| → Боруссия (М)   | Бундеслига       | 2015/16          | 31   | 3    | 3            | 0            | —          | —          | 5         | 0         | 0      | 0      | 39    | 3     |
| → Боруссия (М)   | Бундеслига       | 2016/17          | 31   | 2    | 3            | 0            | —          | —          | 9         | 2         | 0      | 0      | 43    | 4     |
| → Боруссия (М)   | Итого            | Итого            | 62   | 5    | 6            | 0            | 0          | 0          | 14        | 2         | 0      | 0      | 82    | 7     |
| Барселона        | Ла Лига          | 2022/23          | 23   | 1    | 2            | 0            | —          | —          | 5         | 0         | 2      | 0      | 32    | 1     |
| Барселона        | Ла Лига          | 2023/24          | 30   | 2    | 3            | 0            | —          | —          | 7         | 1         | 2      | 0      | 42    | 3     |
| Барселона        | Итого            | Итого            | 53   | 3    | 5            | 0            | 0          | 0          | 12        | 1         | 4      | 0      | 74    | 4     |
| Всего за карьеру | Всего за карьеру | Всего за карьеру | 208  | 8    | 25           | 1            | 10         | 0          | 66        | 4         | 8      | 0      | 317   | 13    |

### Сборная
| Сборная          | Сезон            | Товарищеские | Товарищеские | Турниры | Турниры | Всего | Всего |
| Сборная          | Сезон            | Игры         | Голы         | Игры    | Голы    | Игры  | Голы  |
| ---------------- | ---------------- | ------------ | ------------ | ------- | ------- | ----- | ----- |
| Дания            | 2015             | 1            | 0            | 1       | 0       | 2     | 0     |
| Дания            | 2016             | 0            | 0            | 0       | 0       | 8     | 0     |
| Дания            | 2017             | 0            | 0            | 0       | 0       | 4     | 1     |
| Дания            | 2018             | 0            | 0            | 0       | 0       | 9     | 0     |
| Дания            | 2019             | 0            | 0            | 0       | 0       | 8     | 0     |
| Дания            | 2020             | 0            | 0            | 0       | 0       | 7     | 0     |
| Дания            | 2021             | 0            | 0            | 0       | 0       | 16    | 1     |
| Дания            | 2022             | 0            | 0            | 0       | 0       | 2     | 0     |
| Всего за карьеру | Всего за карьеру | 0            | 0            | 0       | 0       | 56    | 2     |

| Матчи и голы Кристенсена за сборную Дании | Матчи и голы Кристенсена за сборную Дании | Матчи и голы Кристенсена за сборную Дании | Матчи и голы Кристенсена за сборную Дании | Матчи и голы Кристенсена за сборную Дании | Матчи и голы Кристенсена за сборную Дании |
| №                                         | Дата                                      | Оппонент                                  | Счёт                                      | Голы                                      | Соревнование                              |
| ----------------------------------------- | ----------------------------------------- | ----------------------------------------- | ----------------------------------------- | ----------------------------------------- | ----------------------------------------- |
| 1                                         | 8 июня 2015                               | Черногория                                | 2:1                                       | —                                         | Товарищеский матч                         |
| 2                                         | 13 июня 2015                              | Сербия                                    | 2:0                                       | —                                         | Отборочные матчи ЧЕ-2016                  |
| 3                                         | 24 марта 2016                             | Исландия                                  | 2:1                                       | —                                         | Товарищеский матч                         |
| 4                                         | 29 марта 2016                             | Шотландия                                 | 0:1                                       | —                                         | Товарищеский матч                         |

Итого: 4 матча / 0 голов; 3 победы, 0 ничьих, 1 поражение.